# Cheumatopsyche niasensis
Cheumatopsyche niasensis är en nattsländeart som beskrevs av Malicky 1997. Cheumatopsyche niasensis ingår i släktet Cheumatopsyche och familjen ryssjenattsländor. Inga underarter finns listade i Catalogue of Life.